# さ
さ en hiragana ou サ en katakana sont deux kanas, caractères japonais qui représentent la même more. Ils sont prononcés /sa/ et occupent la 11e place de leur syllabaire respectif, entre こ et し.

## Origine
L'hiragana さ et le katakana サ proviennent, via les man'yōgana, des kanjis 左 et 散, respectivement.

## Diacritiques
さ et サ peuvent être diacrités pour former ざ et ザ et représenter le son /za/.

## Romanisation
Selon les systèmes de romanisation Hepburn, Kunrei et Nihon, さ et サ se romanisent en « sa » et ざ et ザ en « za ».

## Tracé
L'hiragana さ s'écrit en trois traits.

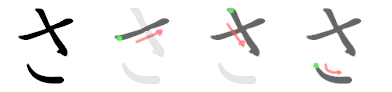
Ordre des traits pour さ.

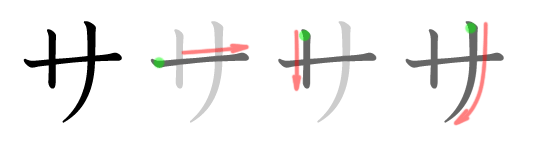
Ordre des traits pour サ.

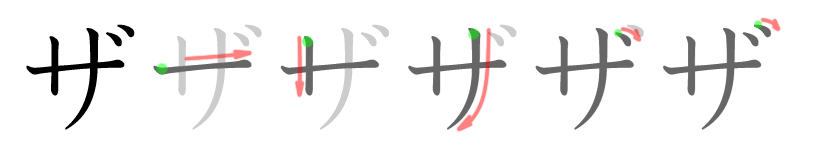
Ordre des traits pour ザ.

1. Trait horizontal, de gauche à droite.
2. Trait débutant par une diagonale qui coupe le premier.
3. Trait formant une boucle orientée vers la gauche, situé sous le deuxième.

Le katakana サ s'écrit en trois traits.
1. Trait horizontal, de gauche à droite.
2. Trait vertical, coupant le premier sur sa moitié gauche.
3. Trait vertical, coupant le premier sur sa moitié droite, et s'incurvant vers la gauche à la fin.

## Représentation informatique
- Unicode[1],[2] :
  - さ : U+3055
  - サ : U+30B5
  - ざ : U+3056
  - ザ : U+30B6